# Wrexham
Wrexham (Wrecsam in het Welsh) is een stad in Wales, in het gelijknamige county borough Wrexham en in het ceremoniële behouden graafschap Clwyd.
Deze industriestad is een van de belangrijkste steden van Noord-Wales. Wrexham had tijdens de census van 2001 42.576 inwoners en het totale stedelijke gebied 63.084 inwoners.
De stad huist de voetbalclub Wrexham AFC, opgericht in 1864, waarmee het de oudste club in Wales is en het op twee na oudste professionele voetbalteam ter wereld.

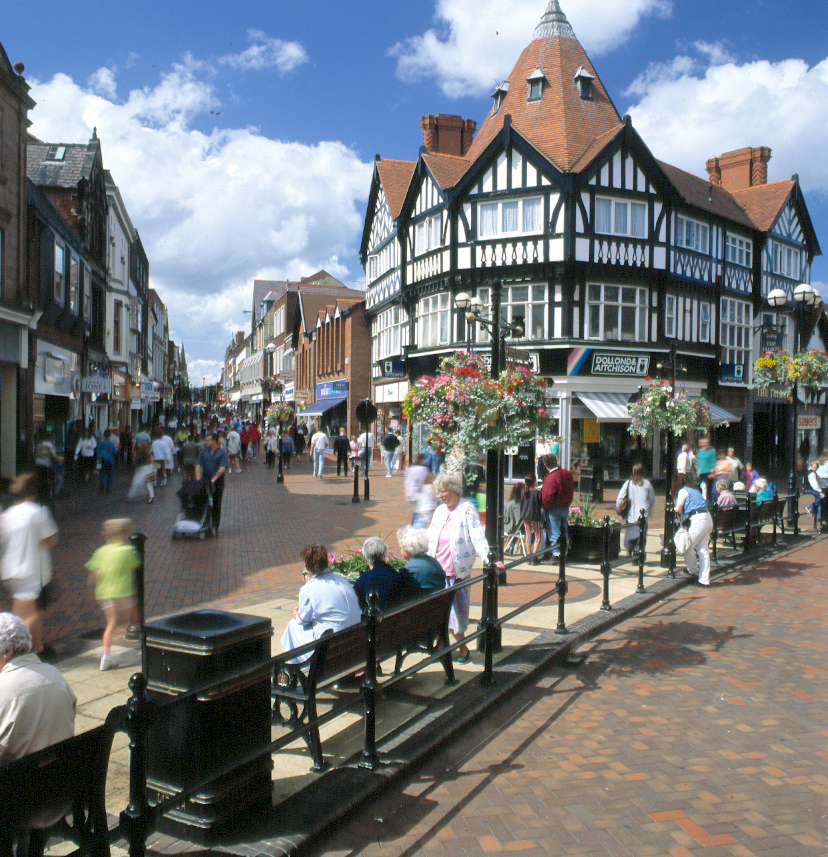
Binnenstad
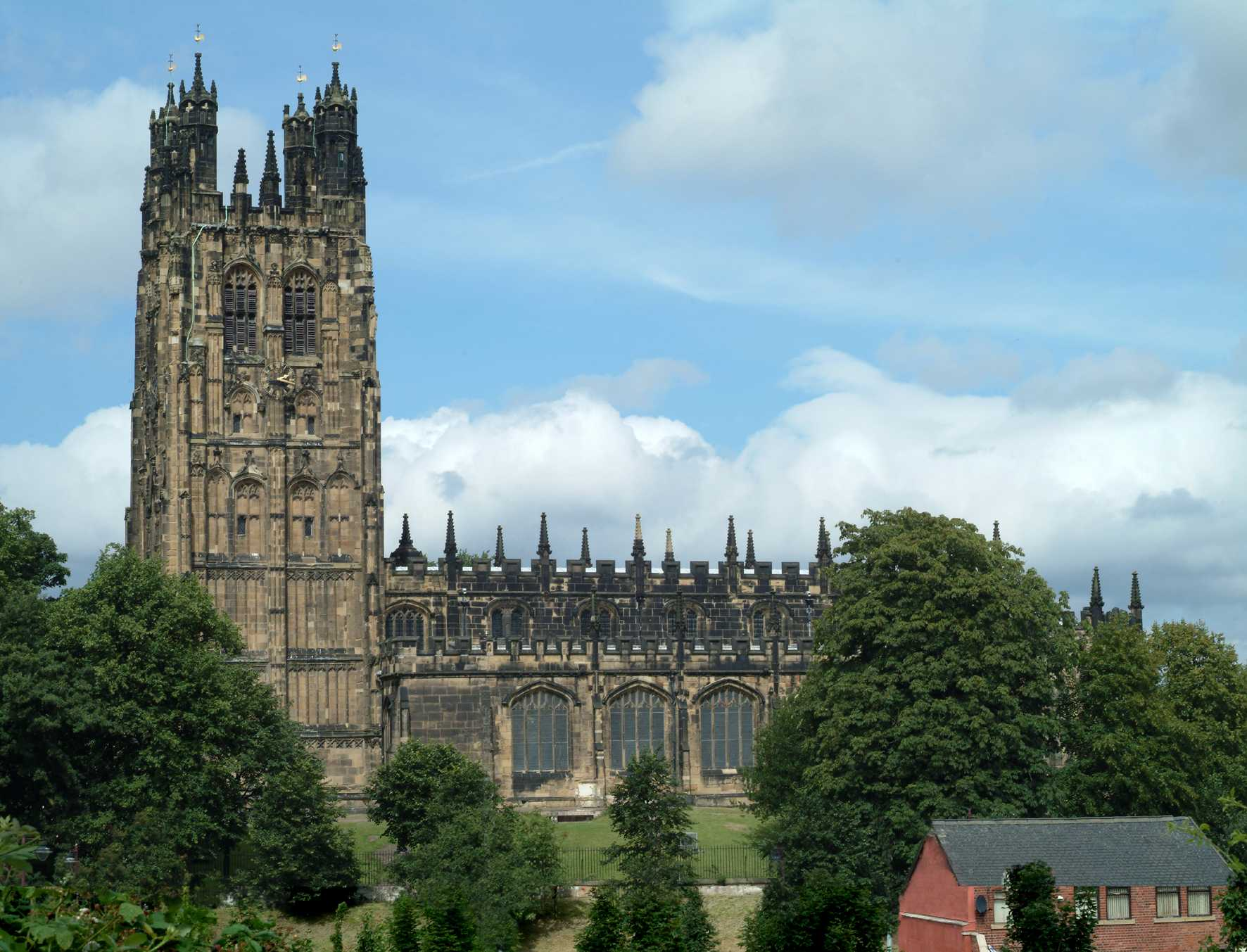
Kerk

## Geboren
- Stuart Williams (1930-2013), voetballer
- Steve Upton (1946), drummer van Wishbone Ash
- Andy Scott (1949), gitarist van The Sweet
- Mark Hughes (1963), voetballer en voetbalcoach
- Rob Jones (1971), voetballer
- Jason Koumas (1979), voetballer
- Harry Wilson (1997), voetballer
- Neco Williams (2001), voetballer